# Viện nghiên cứu
Viện nghiên cứu (tiếng Anh: research institute) là một cơ sở dành riêng cho hoạt động nghiên cứu. Các viện nghiên cứu có thể tập trung vào nghiên cứu cơ bản hoặc có thể có định hướng nghiên cứu ứng dụng. Mặc dù thuật ngữ thường chỉ những cơ sở nghiên cứu khoa học tự nhiên, hiện cũng có nhiều viện nghiên cứu khoa học xã hội.

## Một số viện nghiên cứu nổi tiếng
Vào thời tiền trung cổ, một số đài quan trắc thiên văn đã được xây dựng ở thế giới Hồi giáo. Cơ sở đầu tiên là đài quan trắc Baghdad ở thế kỷ thứ 9, được xây dựng vào thời al-Ma'mun của Nhà Abbas, mặc dù cơ sở nổi tiếng nhất là đài quan trắc Maragheh (thế kỷ 13) và đài quan trắc Ulugh Beg (thế kỷ 15).
Viện nghiên cứu ra đời sớm nhất ở châu Âu là tổ hợp Uraniborg của Tycho Brahe trên đảo Hven, một phòng thí nghiệm thiên văn ở thế kỷ 16 đã thực hiện những đo đạc với độ chính xác cao về các ngôi sao. Ở Hoa Kỳ, nhiều rất nhiều viện nghiên cứu nổi tiếng bao gồm Bell Labs, Viện Nghiên cứu Scripps (The Scripps Research Institute), Viện Beckman (Beckman Institute), và SRI International.